# Timbre de bienfaisance
Ne doit pas être confondu avec timbre-taxe.
Un timbre de bienfaisance ou — en France notamment — timbre avec surtaxe, est un timbre-poste dont la valeur faciale est accrue d’un supplément reversé à une œuvre d’entraide (Croix-Rouge, aide aux intellectuels et artistes au chômage, aux orphelins de guerre, pour des campagnes de vaccination, etc.).

## Historique
Le plus souvent, ces timbres sont reconnaissables au fait qu’ils portent le signe « + » et la valeur du don (appelé surtaxe) accolés à une valeur postale usuelle. Ce don peut être inférieur ou supérieur à la valeur postale. La valeur faciale s'écrit en distinguant la valeur permettant l'affranchissement et la surtaxe. Par exemple : 20 c. + 5 c.

## Les deux premiers timbres de bienfaisance

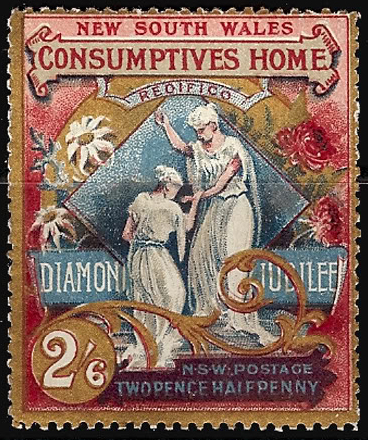
Un des deux premiers timbres de bienfaisance, émis en 1897 en Nouvelle-Galles du Sud.

En juin 1897, la colonie britannique de Nouvelle-Galles du Sud émet deux timbres richement illustrés et colorés pour l’époque. Le 1 shilling représente un profil de la reine Victoria et une scène illustrant la charité. Le 2 shilling 6 pence est davantage tourné vers le jubilé de diamant de la reine. Ces timbres véhiculaient deux messages à la fois : d'une part, la commémoration des 60 ans de règne de la reine Victoria, et d'autre part, la campagne de générosité envers les dispensaires réservés aux phtisiques (en anglais : comsumptives home). La surtaxe était particulièrement élevée : pour 1 shilling, le premier timbre permet un affranchissement d’un penny ; pour 2 shilling et 6 pence, le second assure une valeur postale de 2,5 pence. Lors de leur émission, les critiques négatives sont nombreuses : trop forte surtaxe, « timbres d’hospice » pour Arthur Maury, négociant parisien. Les souscripteurs furent difficilement trouvés pour écouler les 40 000 exemplaires imprimés du 1 shilling et les 10 000 du 2 shilling 6 pence.

## Les timbres à surtaxe au profit de la Croix-Rouge

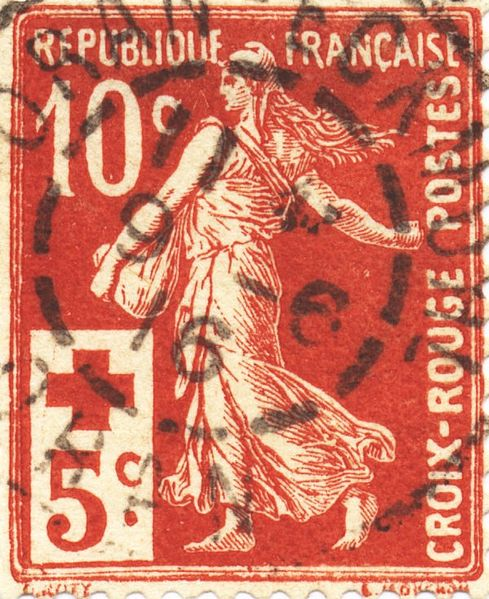
Semeuse de 1914 (une version précédente avait la surtaxe surchargée).

En France, si les surtaxes ont financé plusieurs missions, seule la Croix-Rouge française en a bénéficié annuellement, sans interruption, depuis 1952.
Actuellement, les surtaxes concernent les émissions de timbres commémoratifs suivants :
- une partie des timbres du carnet Journée du timbre,
- les timbres et carnets « Personnages célèbres »,
- le timbre et le carnet de fin d'année « Croix-Rouge ».

## Autres exemples
- la série Pro Juventute émise en Suisse.

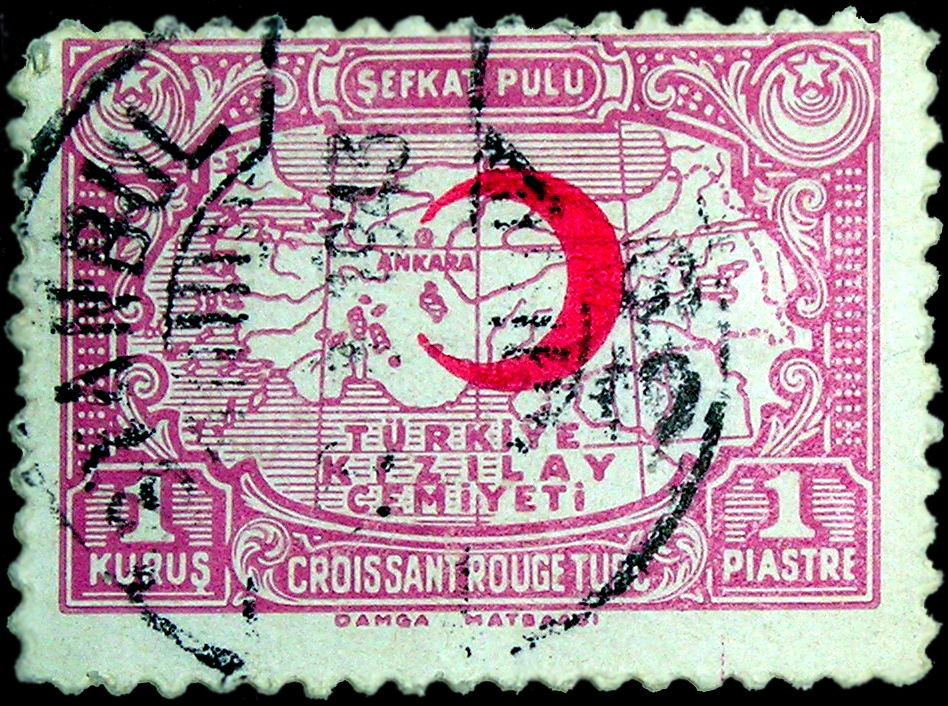
Timbre turc de bienfaisance au profit du Croissant-Rouge (1928).